# Filminuto

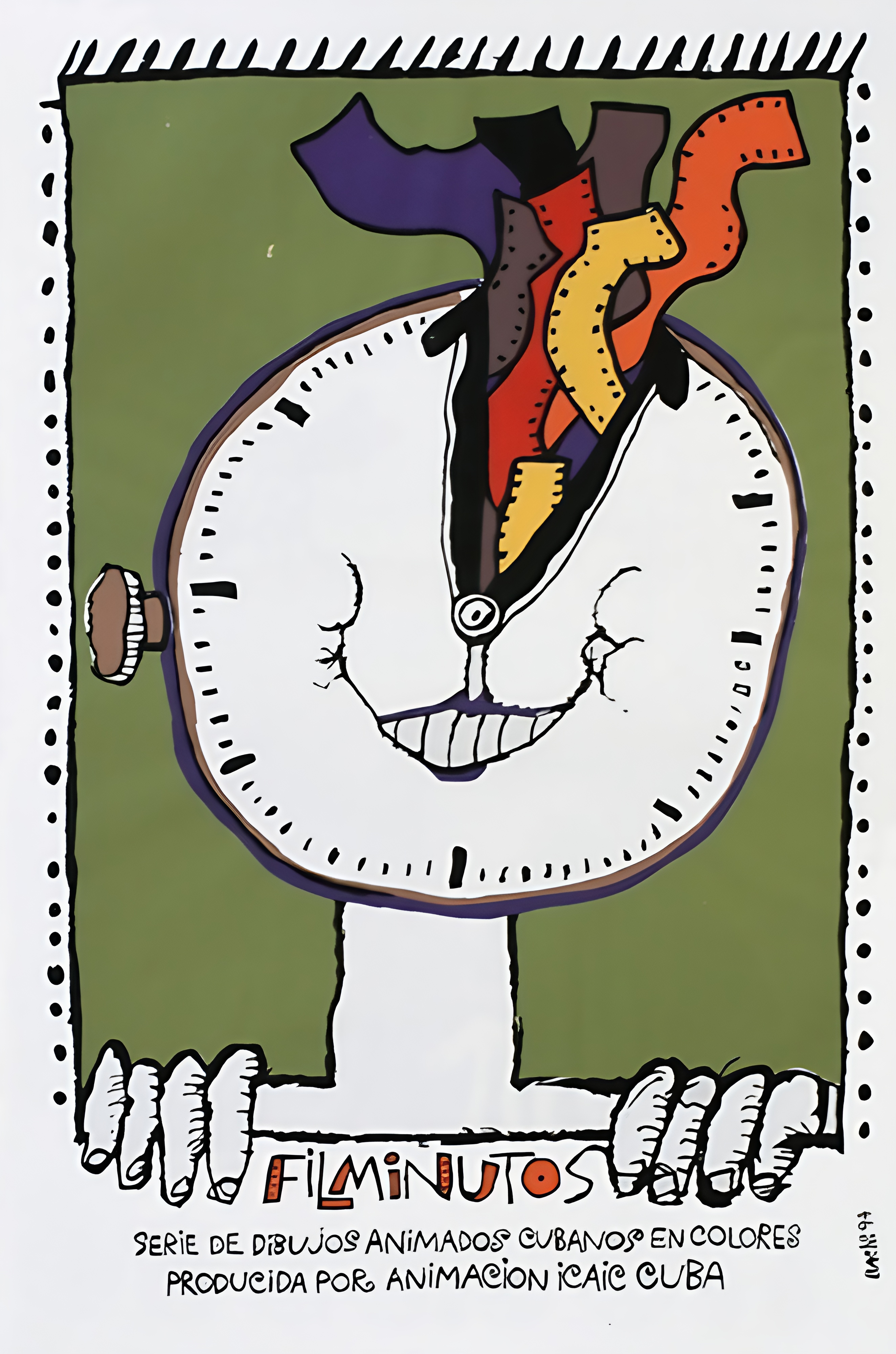
Filminuto オリジナルポスター 1980

Filminuto（フィルミヌート）は、キューバの1980年代のユーモアを正確に反映したアニメーションシリーズであり、同国アニメーションの黄金時代とみなされる時期を象徴する作品です。このシリーズは、フアン・パドロンというキューバ人の映画監督によって制作されました。  フアン・パドロン（美術史学位取得者）は風刺画家、コミックアーティスト、イラストレーターであり、キューバの象徴的キャラクター「エルピディオ・バルデス」の生みの親でもあります。彼はこのキャラクターを使った長編映画や、「ハバナの吸血鬼」（1985年）を含むアニメーションシリーズ「Filminuto」を制作しました。 「Filminuto」は1980年に初めて公開されました。この作品のプロデューサーはパコ・プラッツ（1944年1月5日ハバナ生—2020年9月2日ハバナ没）、キューバの映画プロデューサーであり脚本家です。

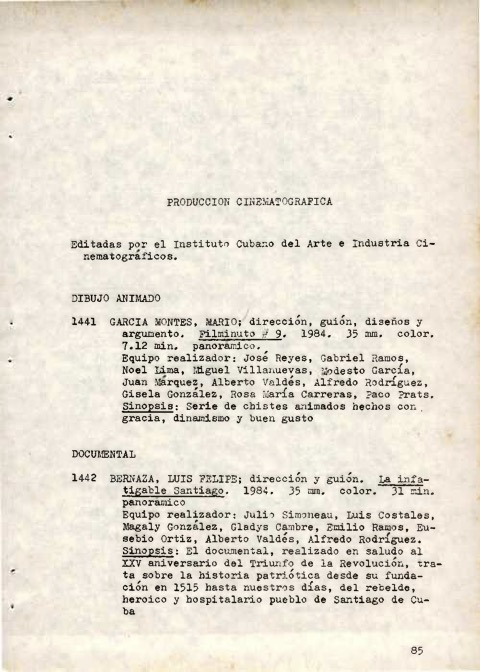